# Marbre de Fürstenberg
Le Marbre de Fürstenberg est une ophicalcite réticulée.

## Mine de Frisch-Glück
La mine Herkules-Frisch-Glück ("Hercule frais-bonheur") est une mine de minerai et marbre ouverte depuis le XVIIIe siècle, où le marbre a été exploité de 1730 à 1921. On peut la visiter sur environ 1,2 km de long, jusqu'à une baie de 2 salles de marbre, avec une vue sur les lacs souterrains. Les deux salles de marbre sont utilisés pour les expositions. (Mine Frisch Glück (Herkules-Frisch Glück Mine), colline de Fürstenberg, Waschleithe, District de Schwarzenberg, Erzgebirge, Saxe, Allemagne).

## Images du marbre
- (de)